# Kajo
Sveti Kajo ili Gajo, papa od 17. prosinca 283. do 22. travnja 296. Spomendan mu je 22. travnja, sa sv. Soterom. 

## Životopis
Rođen je u Saloni, u rimskoj provinciji Dalmaciji. Papinska kronika Liber pontificalis navodi da mu je car Dioklecijan bio ujak. Za papu je izabran 17. prosinca 283., deset dana nakon smrti pape Eutihijana. 
Za vrijeme pontifikata donio je uredbu po kojoj se ne može postati biskupom ako se prethodno ne izvrše službe: ostijarij (vratar), lektor (čitač u crkvi), akolit (svjećonoša), egzorcist (istjeritelj zloduhe) i podđakon (pomoćnik đakona), red đakona i svećenika. Za vrijeme njegova pontifikata pojavio se krivovjerno manihejstvo protiv kojeg se oštro borio.
Za vrijeme progonstva slavio je bogoslužje po privatnim kućama. Podnio je mučeničku smrt, ali ne po naloga Dioklecijana. Pokopan je na Kalistovu groblju u Rimu.

## Štovanje
U Solinu postoji kapelica sv. Kaje. Franjevačka provincija u Dalmaciji zvala se po njemu do 1743. otkad ima ime Provincija Presvetog Otkupitelja.